# 栗田直八郎
栗田 直八郎（くりた なおはちろう、1861年1月26日（万延元年12月16日） - 1926年（大正15年）8月31日）は、日本の陸軍軍人。最終階級は陸軍中将。

## 履歴
三重県出身。1886年（明治19年）6月25日、歩兵少尉に任官し、同月28日、陸軍士官学校（旧8期）を首席で卒業し歩兵第6連隊小隊長に就任。1892年（明治25年）12月、陸軍大学校（8期）を卒業。ドイツ駐在を経験した。
1904年（明治37年）2月、第1軍参謀に就任し日露戦争に出征。奉天会戦後の1905年（明治38年）8月、第6師団参謀長に転じた。1906年（明治39年）7月、参謀本部高級副官となり、同年12月、歩兵大佐に昇進。1910年（明治43年）3月、皇族附武官（邦彦王付）に発令された。同年5月14日、歩兵第42連隊長に転じ、同年11月、陸軍少将に進級し歩兵第35旅団長に就任。
1912年（大正元年）11月、近衛歩兵第2旅団長に就任。1914年（大正3年）11月、教育総監部本部長に転じ、1915年（大正4年）2月、陸軍中将に進んだ。1916年（大正5年）1月、第14師団長に親補され、1919年（大正8年）4月、シベリア出兵に出動した。同年11月、東京衛戍総督に着任。1920年（大正9年）8月、待命となり、1921年（大正10年）2月、予備役編入となった。墓所は青山霊園。

## 栄典
位階
- 1886年（明治19年）11月27日 - 正八位[9]
- 1900年（明治33年）3月10日 - 従六位[10]
- 1904年（明治37年）4月29日 - 正六位[11]
- 1907年（明治40年）2月12日 - 従五位[12]
- 1911年（明治44年）2月10日 - 正五位[13]
- 1915年（大正4年）3月10日 - 従四位[14]
- 1917年（大正6年）3月30日 - 正四位[15]
- 1920年（大正9年）4月10日 - 従三位[16]
- 1921年（大正10年）2月28日 - 正三位[17]

勲章等
- 1901年（明治34年）11月30日 - 勲五等瑞宝章[18]
- 1905年（明治38年）5月30日 - 勲四等瑞宝章[19]
- 1915年（大正4年）
  - 8月28日 - 勲二等瑞宝章[20]
  - 11月10日 - 大礼記念章[21]
- 1919年（大正8年）10月25日 - 勲一等瑞宝章[22]
- 1920年（大正9年）11月1日 - 旭日大綬章・功二級金鵄勲章・大正三年乃至九年戦役従軍記章[23]

外国勲章佩用允許
- 1910年（明治43年）2月4日
  - オーストリア＝ハンガリー帝国：鉄冠第二等勲章（英語版）[24]
  - ロシア帝国：神聖アンナ第二等勲章（英語版）[24]
  - プロイセン王国：赤鷲第二等勲章（英語版）[24]
  - バイエルン王国：武功第二等勲章[24]
  - イタリア王国：サンモーリスエラザル第三等勲章[24]
  - フランス共和国：レジオンドヌール勲章オフィシエ[24]
  - スペイン王国：陸軍有功第三級勲章[24]
  - ベルギー王国：レオポール第三等勲章（英語版）[24]
  - オランダ王国：オランジュナッソー剣付第三等勲章（英語版）[24]
  - オスマン帝国：オスマニエ第二等勲章[24]
  - セルビア王国：サンサヴァー第二等勲章[24]
  - ルーマニア王国：王冠第二等勲章（英語版）[24]
  - ブルガリア王国：武功第二等勲章[24]